# حرام نسبي
حرام نسبي هي رواية للمهندس والكاتب الفلسطيني عارف الحسيني من ضمن ثلاثية القدس التي شملت رواية كافر سبت، ورواية نُص أشكنازي. صدرت الرواية لأول مرة عام 2017 عن دار الشروق للنشر والتوزيع وتقع في 213 صفحة، صمم غلافها مجد عسّاليتوثق رواية حرام نسبي لعارف الحسيني تفاصيل حياة المقدسيين منذ احتلال مدينتهم وحتى العقد الأول من الألفية الثالثة، بأسلوب دقيق وشامل، يمتاز بجرأة في النقد وصدق في الطرح والمعالجة.

## زمن ومكان الرواية
تدور أحداث الرواي في القدس القديمة ومحيطها، حيث تشمل مواقع مثل عقبة السرايا، التكية، باب الساهرة، الشيخ جراح، شارع صلاح الدين، وشارع الزهراء، وتمتد الرواية زمنيًا من فترة الاحتلال الإسرائيلي للمدينة حتى العقد الأول من الألفية الثانية، متتبعة التحولات الاجتماعية والسياسية التي طرأت على القدس وسكانها خلال هذه الفترة.

## حول الرواية
الرواية تنتمي إلى ثلاثية عن القدس، حيث يربط الكاتب المدينة بشخصية حورية، التي تعد الساردة الأساسية، يضع المؤلف القدس في دور البطولة، وتسرد القصة البطلة حورية التي تعكس بصوتها تجربة المرأة المقدسية في مواجهة الاحتلال والقهر المجتمعي، بين الحب والحرية. تتميز الرواية بأسلوبها السهل وتركيزها على التحولات الاجتماعية والنفسية للشخصيات، مما يجعلها عملاً أدبيًا قائمًا بذاته رغم ارتباطه برواية كافر سبت. تتناول الرواية صراعًا حادًا بين الثنائيات المتناقضة مثل الأنوثة والذكورة، الحرية والقيد، الحب والخيانة، الحلال والحرام، كما تتشابك مع بنية ثلاثية، حيث ترتبط بالسياسة، والمجتمع، والدين وتعالج القضايا المحرمة كالسياسة والجنس والدين، مما يجعلها رواية غنية بالأبعاد الفكرية والإنسانية. يتناول الكاتب فكرة قمع المرأة تحت غطاء الأعراف والدين، حيث تُعامل كملكية عائلية تفرض عليها القيود بينما يُسمح للرجل بكسرها دون عقاب، حوريّة تفضح هذه التناقضات من خلال استرجاعاتها وحواراتها الداخلية، مسلطة الضوء على الظلم الذي تعانيه المرأة في المجتمع المقدسيّ المحافظ.
عنوان الرواية يعكس الفكرة المحورية حول النسبية في الأحكام، حيث يتحكم الأقوى في تحديد ما هو حلال وحرام وفقًا لمصالحه. المجتمع يحرّم أفعالًا علنًا لكنه يمارسها سرًا، مما يفضح التناقض والازدواجية في السلوك، وهذا يظهر في الشخصيات المختلفة مثل عبد الكريم المتدين المتشدد، والأب الذي ينادي بالمبادئ الماركسية لكنه يفرض في بيته تقاليد رجعية، والمدير الذي يتحرش بالنساء لكنه يفصل موظفين بسبب علاقة حب علنية.